# Персидская сирень
«Персидская сирень» — пьеса драматурга и режиссёра Николая Коляды, написанная в 1995 году (входит в цикл «Хрущёвка»).

## История создания
Пьеса написана специально для Лии Ахеджаковой. Впервые опубликована в журнале «Современная драматургия» (1995, № 1-2), затем в книге пьес Николая Коляды «„Персидская сирень“ и другие пьесы». Переведена на немецкий язык под названием «Persischer Flieder». Переводчик — Александер Каль.

## Персонажи
- Он
- Она

(обоим за пятьдесят)

## Сюжет
Герои встречаются в почтовом отделении во время обеденного перерыва. Он приходит забрать письма из абонентского ящика, Она написала письмо в ответ на брачное объявление и решила выследить того, кто это объявление подал. Но оказывается, что Он забирает чужие письма, просто подобрав ключ к ящику, — читает, заклеивает и возвращает обратно. Герои, в начале пьесы настроенные враждебно, внезапно чувствуют какую-то общность и их диалог превращается во взаимную исповедь: они оба мечтают о любви, о счастье, о семье и оба не верят в возможность этого обыкновенного счастья.

## Первая постановка
- 1996 — частная антреприза Ефима Спектора, в ролях актёры театра «Современник» Лия Ахеджакова и Михаил Жигалов, режиссёр Борис Мильграм.

## Другие постановки
- 2002 — Екатеринбургский государственный академический театр драмы, режиссёр Николай Коляда, в ролях Вероника Белковская и Вячеслав Мелехов
- Дзержинский муниципальный театр драмы, режиссёр Аман Кулиев, в ролях Валентина Губкина и Николай Стяжкин
- также ставилась в театрах Ярославля, Омска, Ангарска, Озёрска и других театрах.